# Amin Farhan Jejo
Amin Farhan Jejo (auch Ameen Farhan Jejo) ist ein irakisch-jesidischer Politiker und Autor.

## Werdegang
Amin Farhan Jejo war einer der Vorsitzenden der jesidischen ethnonationalistischen Partei Jesidische Bewegung für Reform und Fortschritt. Im Dezember 2005 wurde Amin Farhan Jejo ein Sitz im irakischen Parlament zugeteilt als seine Partei Jesidische Bewegung für Reform und Fortschritt 0,2 Prozent der Stimmen des Landes bekommen hatte.

## Werke
Amin Farhan Jejo veröffentlichte arabischsprachige Bücher über den jesidischen Nationalismus, über die "jesidische" Sprache und Religion und ein Wörterbuch. 
- al-Qaumiyat al-ayzīdīya dschudhūruhā - muqawwimātuhā - muʿānatuhā, Baghdad 2010 (im Original: القومية الأيزيدية جذورها- مقوماتها- معاناتها)
- ad-Diyānat al-ayzīdīya baina s-sāʾil wa l-mudschīb, Bagdad 2012 (im Original: الديانة الأيزيدية بين السائل والمجيب)
- Qāmūs ʿarabī - ayzīdī, Bagdad 2013 (im Original: قاموس عربي - أيزيدية)
- Dschudhūr al-lughat al-ayzīdīya, Baghdad 2014 (im Original: جذور اللغة الأيزيدية)